# كزوارينة
الكَزْوَارِينَة أو الفَلْوَة أو الكَزْوَرِينَا (الاسم العلمي:Casuarina) هي جنس من النباتات تتبع الفصيلة الكزوارينية من رتبة البلوطيات. وتسمى أيضا شجرة الشبنم نسبة لتشابه أوراقها بريش طائر الشبنم.

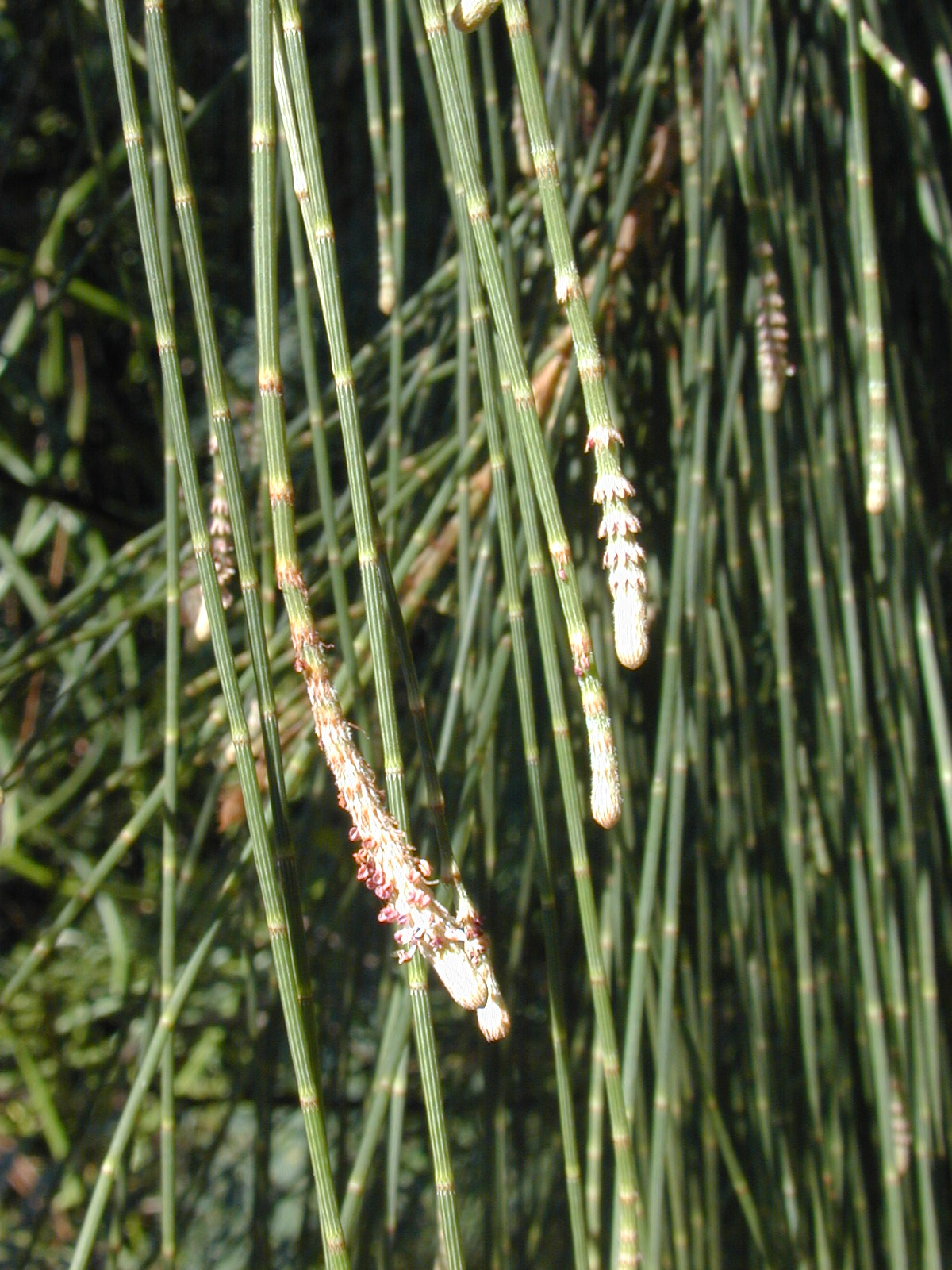
السيقان والأوراق

## الوصف النباتي
هي شجرة إبرية موطنها الأصلي أستراليا وجنوب شرق آسيا وإندونيسيا حيث يسمونها فيها (جيمارا أو سيمارا) (باللاتينية: jemara) وفي جزر المحيط الهادئ الغربية وتتواجد في مناطق كثيرة من العالم الكزوارينة هي شجـرة إبـرية وتمتاز بطول إبــرها وهي عالية ويصل طولها حتى 34م. تتكاثر الكزوارينة عبر البذور التي داخل الثمرة وهي تنمــو بســرعة كبيرة وتتفرع بسرعة أسفل جزعها فتقضي على النباتات القريبة من منه.

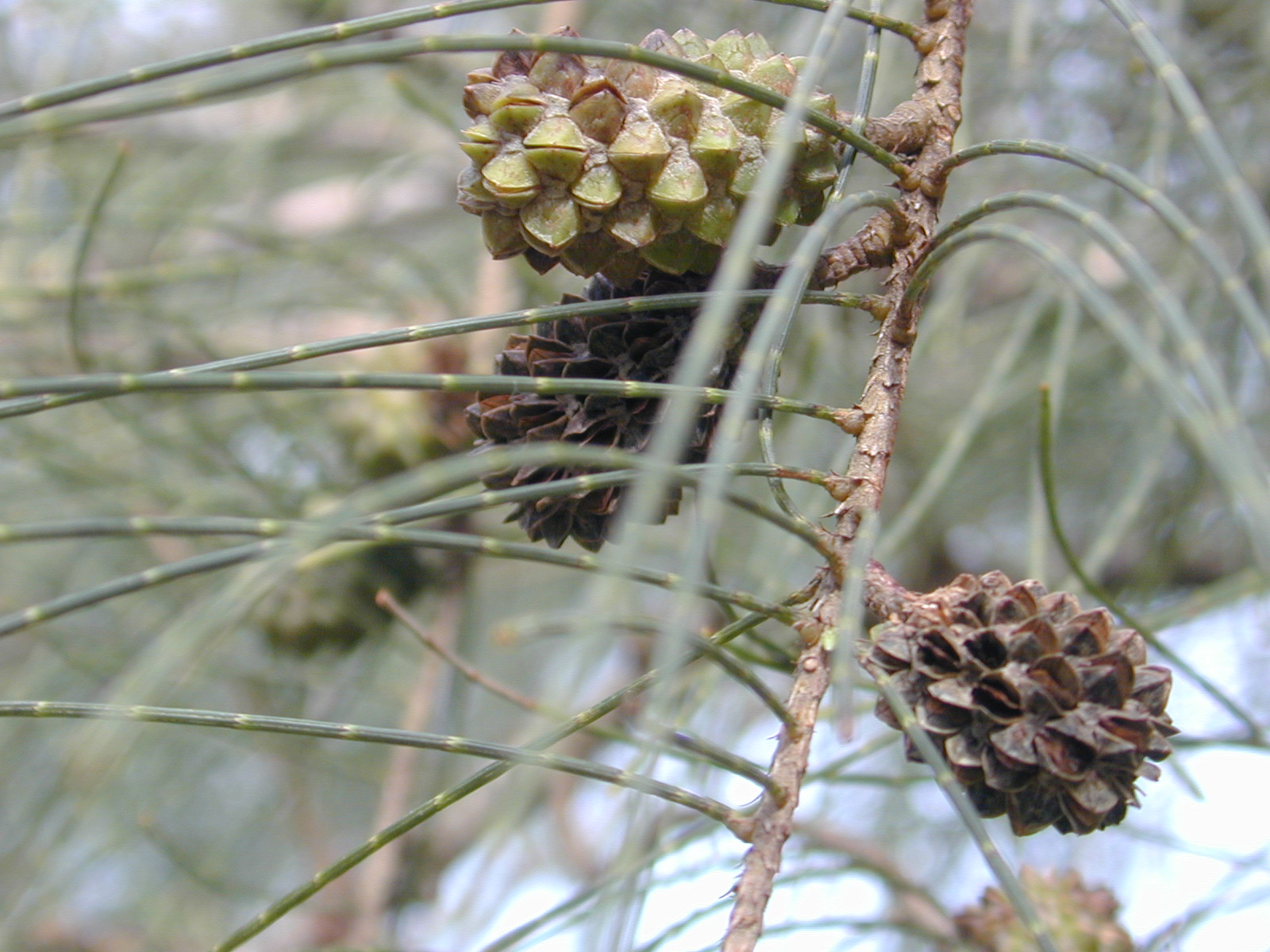
ثمار الكزوارينة

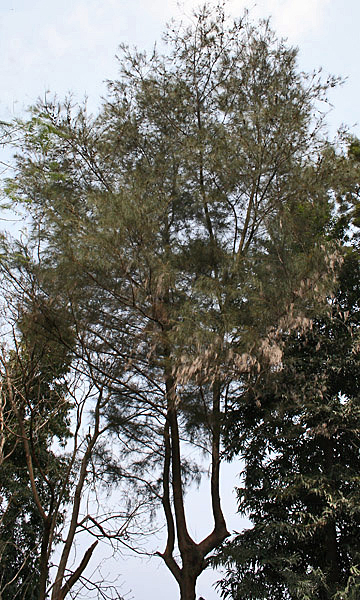
شجرة الكزوارينة

## أنواع الكزوارينة
- كزوارينة التلال
- كزوارينة أليفة الجبال
- كزوارينة حلقية
- كزوارينة دقيقة
- كزوارينة خضراء مغبرة
- كزوارينة ساحلية
- كزوارينة سداسية
- كزوارينة سمينة
- كزوارينة صافية
- كزوارينة قليلة التسنن
- كزوارينة كانينغهامية
- كزوارينة كبيرة
- كزوارينة كنباثية الأوراق
- كزوارينة مقنزعة
- (الاسم العلمي:Casuarina junghuhniana)
- (الاسم العلمي:Casuarina pauper)
- (الاسم العلمي:Casuarina potamophila)
- (الاسم العلمي:Casuarina defungens)
- (الاسم العلمي:Casuarina prisea)